# فرودگاه سانتا ماریا (ریو گرانده دو سول)
فرودگاه سانتا ماریا (ریو گرانده دو سول) (به انگلیسی: Santa Maria Airport (Rio Grande do Sul)) (به زبان بومی: Aeroporto de Santa Maria) یک فرودگاه همگانی و نظامی مسافربری با کد یاتا RIA است که یک باند فرود بتن دارد و طول باند آن ۲۷۰۰ متر است. این فرودگاه در کشور برزیل قرار دارد و در ارتفاع ۸۷ متری از سطح دریا واقع شده است.

## شرکت‌های هواپیمایی و مقصدهای پروازی
| شرکت‌های هواپیمایی     | مقصدهای پروازی |
| --------------------- | -------------- |
| آزول برزیلین ایرلاینز | سلگدو فیلهو    |